# 香港2010年9月

## 9月9日
- 受暴雨影響，香港天文台先後於午夜發出黃色及紅色暴雨警告。[1]
- 屯門西北游泳池地盤懷疑因為下雨導致泥土鬆軟，令一架巨型吊臂車逾20米長吊臂越過地盤範圍失去平衡向田景路方向翻側，重擊剛巧在地盤外前往兆康的輕鐵列車及高壓電纜，幾乎將車卡鍘成兩截，一個重型吊鈎並擊破車窗拋入車廂內，導致18人受傷送院，其中一人頭部重傷。當天導致輕鐵在新圍至青松段服務完全中斷，需要由緊急接駁巴士提供服務。[2]

## 9月10日
- 受暴雨影響，天文台於晚上發出紅色暴雨警告信號。[3]

## 9月18日
- 廉政公署落案起訴無綫電視總經理陳志雲、其助手叢培崑、及無綫電視營業部高層陳永孫，懷疑他們貪污，安排無綫藝員出席活動收受及索取利益，9月21日在東區裁判法院提堂，各人繼續獲准保釋。 廉署新聞公佈 （页面存档备份，存于）